# استن فلدریش
استن فلدریش (سوئدی: Sten Feldreich؛ زادهٔ ۲۴ ژوئیهٔ ۱۹۵۵) بازیکن بسکتبال اهل سوئد بود. وی در بازی‌های المپیک تابستانی ۱۹۸۰ شرکت کرده‌است.